# Drée
Drée település Franciaországban, Côte-d’Or megyében. Lakosainak száma 66 fő (2022. január 1.). Drée Verrey-sous-Drée, Saint-Mesmin, Sombernon és Bussy-la-Pesle községekkel határos.

## Népesség
A település népességének változása:
| Lakosok száma | 23   | 41   | 52   | 51   | 50   | 56   | 59   | 61   | 63   | 66   |
|               | 1968 | 1982 | 1990 | 2006 | 2013 | 2015 | 2017 | 2019 | 2020 | 2022 |